# Ralph Scott (Footballspieler)
Ralph Vernon Scott (* 26. September 1894 in Dewey, Wisconsin, USA; † 16. August 1936 in Hardin, Montana) war ein US-amerikanischer American-Football-Spieler und -Trainer. Er spielte unter anderem als Guard bei den Chicago Bears in der National Football League (NFL).

## Spieler- und Trainerlaufbahn
Ralph Scott studierte von 1917 bis 1920 an der University of Wisconsin–Madison, für deren Footballmannschaft, die Wisconsin Badgers, er auf verschiedenen Positionen zum Einsatz kam. Im Jahr 1920 wurde er zum All-American gewählt. In den Jahren 1917, 1919 und 1920 wurde er zudem von seinem College aufgrund seiner sportlichen Leistungen ausgezeichnet. Im Jahr 1921 unterschrieb er einen Profivertrag bei den von George Halas trainierten Chicago Staleys, die im folgenden Jahr in Chicago Bears umbenannt wurden. Die Staleys spielten in der ein Jahr zuvor gegründeten American Professional Football Association (APFA), die 1922 in National Football League umbenannt wurde.

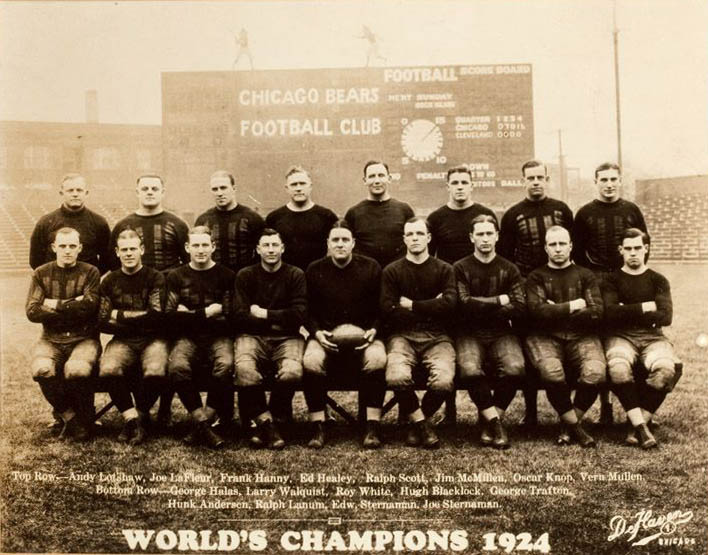
Chicago Bears, 1924

Die Staleys konnten 1921 neun von elf Spielen siegreich gestalten und gewannen damit den Meistertitel in der APFA. Scott beendete nach der Saison 1925 seine Laufbahn in Chicago. Obwohl die Bears auch nach ihrem ersten Titelgewinn ein Spitzenteam in der NFL blieben, gelang Scott kein weiterer Titelgewinn mehr. 1926 schloss er sich den New York Yankees, die im Vorjahr von Red Grange gegründet worden waren, an. Die Yankees spielten in der American Football League (AFL) und wurden 1926 Vize-Meister der Liga. Mit Grange standen auch die späteren Mitglieder in der Pro Football Hall of Fame Red Badgro, Ray Flaherty und Mike Michalske im Team der Yankees. Scott fungierte auch 1927 als Spielertrainer der Mannschaft, die in diesem Jahr in die NFL wechselte, da die AFL den Spielbetrieb einstellen musste. Nach einer erfolglosen Saison 1927 zog sich Ralph Scott vom Profifootball zurück. Im Jahr 1936 beging er Suizid.